# Sweet Donuts
Sweet Donuts (スウィートドーナッツ, Suwīto Dōnattsu) è un singolo discografico del girl group giapponese Perfume, pubblicato nel 2003 e presente nel loro primo album Perfume ~Complete Best~.

## Tracce
1. Sweet Donuts (スウィートドーナッツ, Suwīto Dōnattsu)
2. Secret Message (シークレットメッセージ, Shīkuretto Messēji)
3. Jenny wa Gokigen Naname (ジェニーはご機嫌ななめ, Jenī wa Gokigen Naname)